# Dhana jiru

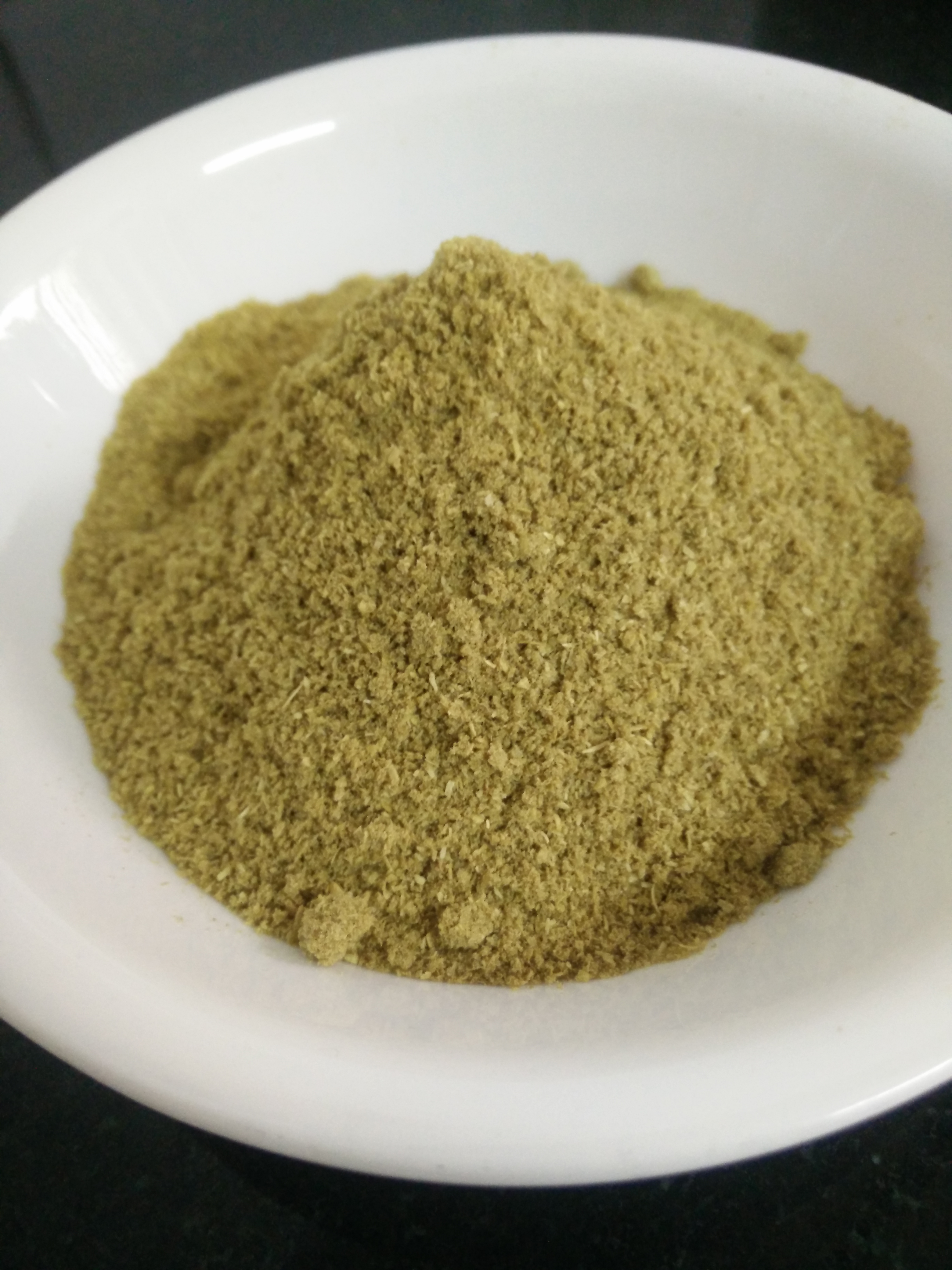
Dhana jiru

Dhana jiru hay còn gọi là Dhania Jeera là một hỗn hợp gia vị của Ấn Độ bao gồm chủ yếu là hạt thì là rang (jiru) và rau mùi (dhana). Một số đầu bếp thêm nhiều loại gia vị khác như bột ớt đỏ, lá quế đơn, vỏ quế và hạt tiêu đen, làm cho hỗn hợp hơi giống với garam masala.